# グルコノラクトナーゼ
グルコノラクトナーゼ(Gluconolactonase、EC 3.1.1.17)は、以下の化学反応を触媒する酵素である。
D-グルコノ-1,5-ラクトン + 水 {\displaystyle \rightleftharpoons } D-グルコン酸
従って、この酵素は、D-グルコノ-1,5-ラクトンと水の2つの基質、D-グルコン酸の1つの生成物を持つ。
この酵素は加水分解酵素に分類され、特にカルボキシルエステル結合に作用する。系統名はD-グルコノ-1,5-ラクトンラクトノヒドロラーゼ(D-glucono-1,5-lactone lactonohydrolase)である。ラクトナーゼ、アルドラクトナーゼ、グルコノデルタラクトナーゼ等とも呼ばれる。ペントースリン酸経路、アスコルビン酸及びアルダル酸の代謝、カプロラクタムの分解の3つの代謝経路に関与している。